# Joan Mas i Llobera
Joan Mas i Llobera (Palma, 15 de gener de 1953) és un antic futbolista mallorquí de la dècada de 1970.

## Trajectòria
Es formà al CE Soledat de Palma, ingressant més tard al Barcelona juvenil. Posteriorment passà per l'Amateur i el Barcelona Atlètic, on jugà fins 1975, inclosa una cessió a la UE Sant Andreu. L'any 1973 arribà a disputar un partit oficial de Copa amb el primer equip del FC Barcelona. Els seus darrers clubs foren el CF Gandia i el CE Atlètic Balears.